# Handlexikon für evangelische Theologen

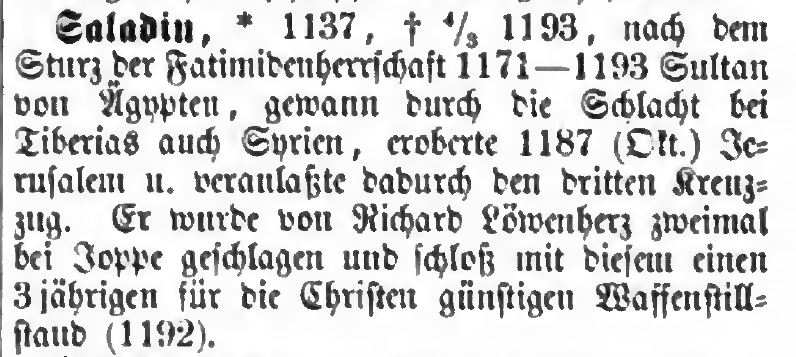
Saladin. In: Handlexikon für evangelische Theologen, 1891.

Das Handlexikon für evangelische Theologen, ein Nachschlagebuch für das Gesamtgebiet der wissenschaftlichen und praktischen Theologie war ein dreibändiges Lexikon, das im Verlag F. A. Perthes, Gotha, in den Jahren 1890 bis 1891 erschien.
Das Werk ging davon aus, dass das „Gesamtgebiet der evangelischen Theologie (...) in diesem Handlexikon zum erstenmal zu lexikalischer Darstellung“ gelange.